# Ryosuke Kakigi
Ryosuke Kakigi (født 23. december 1991) er en japansk fodboldspiller, som spiller for den japanske fodboldklub Fujieda MYFC.